# Baal-Hazor
Baal-Hazor era um lugar perto de Efraim, a cerca de 32 quilômetros ao norte de Jerusalém, que serviu de local para a festa de tosquia de Absalão, filho do rei de Israel Davi. Nesta festividade Absalão manobrou a morte de seu irmão Amnom. Após o assassinato, Absalão fugiu de Baal-Hazor para o pequeno reino de Gesur, ao leste do mar da Galileia.
Baal-Hazor é identificada atualmente como o monte Jebel 'Asur (Ba'al Hazor), de 1.032 metros de altitude, a uns 8 quilômetros ao nordeste de Betel.